# Pena (Boqueijón)
Pena (en gallego y oficialmente, A Pena) es una localidad española situada en la parroquia de Loureda, del municipio de Boqueijón, en la provincia de La Coruña, Galicia.

## Demografía
| Gráfica de evolución demográfica de A Pena entre 2011 y 2018 |
|                                                              |
| Datos según el nomenclátor publicado por el INE.             |